# 笑傲江湖 (2018年電視劇)
《新笑傲江湖》，2018年中国大陆古装武侠剧。由丁冠森、丁禹兮、陈汛、薛昊婧、姜梓新领衔主演，优酷视频、腾讯视频于2018年2月26日首播。本劇與原著有極大程度改編。

## 播出时间

### 首播
| 频道              | 所在地   | 播映日期       | 播出时间     | 备注 |
| ----------------- | -------- | -------------- | ------------ | ---- |
| 优酷视频/腾讯视频 | 中国大陆 | 2018年2月26日  |              |      |
| dimsum            | 马来西亚 | 2018年3月12日  |              |      |
| MCOT HD           | 泰國     | 2018年10月13日 |              |      |
| 緯來育樂台        | 臺灣     | 2021年9月19日  | 六、日22：00 |      |

## 演员列表

### 主要演员
| 演員   | 角色     | 介紹 | 配音     |
| 丁冠森 | 令狐冲   | 沖哥、沖兒、令狐掌門、大師兄 華山派之大弟子 恆山派新任掌門 岳不群之徒弟兼死敵 田伯光之友 為英雄豪傑，鍾情任盈盈。                                         |          |
| 丁禹兮 | 东方不败 | 方伯 日月神教教主 男子 化名董方伯 任我行之債主兼死敵 令狐沖、田伯光之友 日月神教之統治者 野心強大，個性亦正亦邪 因鍾情楊蓮亭 左冷禪、岳不群、林平之之死敵 | 陈张太康 |
| 陈汛   | 林平之   | 平之 華山派之弟子 林震南、林夫人之子 左冷襌之合作對象 本劇眾人之死敵 因為了替父母報仇殺死余滄海，再找左冷禪合作，後被令狐沖癈掉武功。                     | 彭尧     |
| 薛昊婧 | 任盈盈   | 盈盈、聖姑、大小姐 任我行之女 令狐沖之妻 | 徐佳琦   |
| 姜梓新 | 岳灵珊   | 靈珊、小師妹 岳不群和寧中則之女，林平之妻 被林平之誤殺 | 赵梦娇   |

### 其他演员
| 演員   | 角色          | 介紹 | 配音   |
| 王佳宁 | 任我行        | 我行、教主 任盈盈之父 東方不敗之死敵 思過涯之縣令 武功高強，野心龐大，是朝廷派來的鷹犬，後與令狐沖反目成仇，與左冷禪和林平之勾結 死於東方不敗之手                                                                                         |        |
| 李昊翰 | 岳不群        | 不群、掌門 華山派掌門 岳靈珊之父 林平之之岳父 令狐沖之師父 英雄所見略同 最终以「辟邪劍法」同令狐沖比武但仍不敵於他的「獨孤九劍法」，雖被弟子放其生路但不堪受辱，所謂「士可殺不可辱」，為解脫個人痛苦甘心死於儀琳劍下 野心勃勃，城府極深。 | 栾立胜 |
| 郑昊   | 左冷禅        | 冷禪、左掌門、左門主 嵩山派掌門 本劇眾人之死敵 林平之之合作對象 後被岳不群殺死 |        |
| 姜卓君 | 仪琳          | 儀琳、儀琳師妹 恒山派弟子 天生喜歡令狐沖 |        |
| 金楷杰 | 向问天        | 問天、向左使 任我行之前手下 東方不敗之手下 |        |
| 王乐轩 | 陆大有        | 大有、陸師兄、陸猴 華山派弟子 令狐沖之師弟 已經被勞德諾殺死 |        |
| 姜皓严 | 刘正风        | 正風、賢弟、劉師弟 華山派岳不群的師弟 日月神教長老曲洋的結拜兄弟 後被左冷禪下毒殺死 | 汤水雨 |
| 刘珈彤 | 蓝凤凰        | 鳳凰、妖女 五毒教教主 東方不敗名義上之妻 | 乔诗语 |
| 木幡龙 | 余沧海        | 滄海、城主 青城派城主 余人彥之父 木高峰之合作對象 因報殺子之仇時，卻反被林平之報仇殺死 | 郑希   |
| 季东燃 | 田伯光        | 伯光、和尚、不可不戒 令狐沖、東方不敗之友 喜歡儀琳 | 严明   |
| 周睿君 | 杨莲婷 任菲菲 | 蓮婷、菲菲 任我行之私生女 東方不敗之同鄉義妹 任盈盈同父異母之妹 日月神教之女殺手 跟隨著東方不敗的身邊，钟情上官雲 最後自殺 |        |
| 韩聪聪 | 仪清          | 儀清 恆山派弟子 |        |
| 刘梓亦 | 劳德诺        | 德諾、勞兄、勞師兄 華山派之假弟子 嵩山派之弟子 左冷禪、林平之之手下 本劇眾人之死敵 左冷禪指派到岳不群的奸細 殺死陸大有的兇手 殺死陸大有後而被官員逮捕                                                                                     |        |
| 王勁松 | 風清揚        | 清揚，師叔，太師叔 岳不群之師叔 令狐沖之太師叔 |        |

## 电视原声带
| 曲序 | 曲目           | 演唱           |
| ---- | -------------- | -------------- |
| 1.   | 凌云（推广曲） | 苟乃鹏         |
| 2.   | 无情天（插曲） | 崔子格、鲁士郎 |
| 3.   | 天意（推广曲） | 刘润洁         |
| 4.   | 落花（插曲）   | 李琦           |
| 5.   | 錦中花（插曲） | 趙一霖         |